# Al-Jazeera Amman
Al-Jazeera Club of Amman (ar. نادي الجزيرة) – jordański klub piłkarski grający w pierwszej lidze jordańskiej, mający siedzibę w mieście Amman.

## Historia
Klub został założony w 1947 roku. W swojej historii klub trzykrotnie zostawał mistrzem Jordanii w latach 1952, 1955 i 1956. Zdobył również dwa Puchary Jordanii w latach 1984 i 2018 oraz dwie Tarcze Wspólnoty w 1982 i 1987 roku.

## Sukcesy
- I liga:

mistrzostwo (3):1952, 1955, 1956
- Puchar Jordanii:

zwycięstwo (2): 1984, 2018
- Tarcza Wspólnoty:

zwycięstwo (2): 1982, 1987
- Superpuchar Jordanii:

zwycięstwo (1): 1985

## Stadion
Domowe mecze klub rozgrywa na stadionie o nazwie Stadion Międzynarodowy w Ammanie, położonym w mieście Amman. Stadion może pomieścić 17619 widzów.